# Environnement pervasif
Un environnement pervasif (du latin pervadere pour "s'insinuer, se propager, s'étendre, envahir…", également appelé environnement ubiquitaire) correspond à un fonctionnement global de la communication où une informatique diffuse permet à des objets communicants de se reconnaitre entre eux et de se localiser automatiquement. 

## Principes
Les objets interagissent entre eux, avec ou sans action particulière de l'utilisateur humain. 
Autrement dit, à condition de disposer d'interfaces adaptées au système informatique, on peut être connecté partout et tout le temps. 
L'environnement ubiquitaire numérique sous-entend la notion de proactivité, c'est-à-dire que des processus peuvent envoyer de l'information à ces terminaux à cœur numérique et en obtenir sans action d'un utilisateur.

## Environnement Numérique
Dès 1991, Mark Weiser annonçait la transformation à venir du mode de présence des terminaux informatiques: "the most profound technologies are those that disappears".
Cette évolution a été par la suite conceptualisée sous la forme de "pervasive computing" définie comme la "création d'environnements saturés de capacités de calculs et de communication, harmonieusement intégrés aux utilisateurs humains" . Un système pervasif a pour caractéristique d'être distribué, de gérer la mobilité, d'être ubiquitaire et de gérer le contexte . 

## Droit, commerce, éthique
Ces possibilités nouvelles posent des questions nouvelles.
- questions juridiques : ces technologies nouvelles s'immiscent dans la vie publique et dans la vie privée, de manière souvent discrète voire cachée, ou de manière non-désirée et sans offrir la possibilité d'être déconnecté.

- questions éthiques : pour les utilisateurs comme pour les administrateurs, des droits et devoirs nouveaux, moraux ou éthiques émergent. L'association de la bio-informatique, des biotechnologies aux réseaux pervasifs, avec éventuellement la diffusion de micro- ou nanocapteurs et autres puces RFID sur nos vêtements, voire sur ou dans nos corps peut également poser des problèmes éthiques tout à fait nouveaux. Des incertitudes sanitaires pèsent encore quant à d'éventuels effets délétères du smog électromagnétique sur l'Homme ou les écosystèmes (or, le pervasif — s'il s'appuie encore sur les techniques actuelles (communication sans fil, par micro-ondes en particulier) — sera amené à généraliser ce smog.

- l'environnement pervasif, associé à l'intelligence ambiante et aux approches open-source, via les wikis, Fab Labs ouvre également des possibilités encore mal cernées dont les impacts socioculturels sont difficilement prévisibles.